# Sodonghilir (plaats)
Sodonghilir is een bestuurslaag in het regentschap Tasikmalaya van de provincie West-Java, Indonesië. Sodonghilir telt 6727 inwoners (volkstelling 2010).